# Jern(II)klorid
Jern(II)klorid (FeCl2) er et salt bestående af ionerne Fe2+ og klorid, Cl−. Ren jern(II)klorid fremstår typisk som et hvidligt fast stof. Det forekommer tillige som et grønligt tetrahydrat, FeCl2·4H2O, hvilket er den form der typisk findes i laboratoriet og som mest forhandles af kemikalieleverandører.